# Dimmelsvik
Dimmelsvik este o localitate din comuna Kvinnherad, provincia Hordaland, Norvegia, cu o suprafață de 0,39 km² și o populație de 350 locuitori (2013).